# Erik Weidstam
Erik Vilhelm Weidstam, född 6 september 1884 i Malmö, död där 11 september 1965, var en svensk tullförvaltare, målare och tecknare.
Han var son till orgelbyggaren Rasmus Nilsson och Elise Christine Timelin och gift med Anna Maria Norrman. Vid sidan av sitt arbete som tullförvaltare var Weidstam verksam som konstnär. Han medverkade i samlingsutställningar med Skånes konstförening. Hans konst består av landskapsskildringar utförda i olja, pastell eller i form av teckningar. Makarna Weidstam är begravda på Östra kyrkogården i Malmö.